# 松古瓦
松古瓦（法語：Songoua），是馬里的城鎮，位於該國南部，由錫卡索區的庫蒂亞拉省負責管轄，面積107平方公里，海拔高度317米，2009年人口6,918，人口密度每平方公里65人。